# من هستم چون ما هستیم
من هستم چون ما هستیم (انگلیسی:I Am Because We Are) نام فیلمی مستند در مورد بیماری ایدز است.
این فیلم که تهیه‌کننده آن مدونا است به سرنوشت میلیون‌ها کودک یتیم کشور مالاوی می‌پردازد که والدین خویش را در اثر بیماری ایدز از دست داده‌اند.